# Мунух
Мунух (на гръцки: Μαυροθάλασσα, Мавроталаса, до 1927 Μουνούχι, Мунухи) е село в Република Гърция, Егейска Македония, дем Висалтия, област Централна Македония. Селото има 1703 жители според преброяването от 2001 година.

## География
Селото е разположено югоизточно от град Сяр (Серес) в Сярското поле.

## История

### В Османската империя
Църквата в североизточната махала Пиргос „Свети Георги“ е от XVIII век. До нея е имало кула, която дава името на цялата махала.
В началото на XX век Мунух е село, числящо се към Сярска каза на Серския санджак на Османската империя. В 1900 година според Васил Кънчов („Македония. Етнография и статистика“) в Монухъ има 300 жители гърци християни.
По данни на секретаря на Българската екзархия Димитър Мишев („La Macédoine et sa Population Chrétienne“) в 1905 година християнското население на Мунух (Mounouh) се състои от 50 гърци.

### В Гърция
Селото попада в Гърция след Междусъюзническата война. В 1926 година името на селото е променено на Мавроталаса, но официално смяната влиза в регистрите в следващата 1927 година. В 1928 година Мунух е представено като изцяло бежанско със 107 бежански семейства и 435 жители общо.
В 1969 година е построена църквата „Успение Богородично“. В 1979 година в Пиргос до „Свети Георги“ е построена новата енорийска църква „Света Марина“.
| Име         | Име           | Ново име    | Ново име     | Описание                                         |
| ----------- | ------------- | ----------- | ------------ | ------------------------------------------------ |
| Меше баир   | Μεσέ Μπαΐρ    | Гаврос      | Γάβρος       | възвишение на СЗ над Мунух (72 m)                |
| Керимичилик | Κεριμιτσιλίκι | Керамидарио | Κεραμιδαργιό | местност на ССЗ от Мунух                         |
| Фриса       | Φρίσσα        | Заркадия    | Ζαρκάδια     | местност на СИ от Мунух                          |
| Ховия       | Χόβια         | Приони      | Πριόνι       | местност на СИ от Мунух, по десния бряг на Струм |

## Личности
Родени в Мунух
- Йоргос Ригас, гръцки футболист
- Симос Андулакис, гръцки футболист
- Тодорос Дзьолас, гръцки футболист
- Янис Стамбулидис, гръцки композитор и текстописец